# 情報・通信・コンピュータ一覧の一覧
情報・通信・コンピュータ一覧の一覧（じょうほう・つうしん・コンピュータいちらんのいちらん）とは、情報、通信およびコンピュータに関するさまざまな一覧の項目や目次の項目を列挙した総合目次である。
- 主におおむね 50～数百件程度の項目にリンクし、その分野の総合目次あるいは分野を俯瞰する機能をもっているページのみ列挙する。

## 学術
- 計算機科学者

## コンピュータ
コンピュータに関する。
- コンピュータ用語一覧、コンピュータ用語 (分野別)
- コンピュータ略語一覧
- コンピュータのカテゴリ一覧

### パーソナルコンピュータ
パーソナルコンピュータに関する。
- パーソナルコンピュータ製品一覧
- パーソナルコンピュータのハードウェア

## ハードウェア・デバイス
- CPU製品一覧
- エレクトロニクス用語一覧

### 電気製品・情報機器
- 電気製品の一覧 - 情報機器、映像機器、音響機器、通信機器

## ソフトウェア
ソフトウェアに関する。
- プログラミング用語一覧、プログラミング用語 (分野別)
- プログラミング言語一覧、プログラミング言語年表
- プログラミング原則の一覧
- ウェブブラウザの一覧

## 通信・通信工学
通信に関する。
- 通信のカテゴリ一覧
- 通信用語一覧、通信用語 (分野別)

## インターネット
インターネットに関する。
- インターネット用語一覧、インターネット用語 (分野別)

## 歴史・人物・年表
- コンピュータ・情報関連企業設立の年表
- プログラミング言語年表
- パーソナルコンピュータ史
- コンピュータゲームの歴史
- CPU年表
- ハードディスクドライブの歴史
- コンピュータ分野における対立
- 通信技術の年表
- 記録技術の年表

## 標準化
- 標準化団体 (コンピュータと通信)